# 陳鉞 (弘治進士)
陳鉞（1465年—1524年），字德威，直隸鳳陽府鳳陽縣人，軍籍，治《禮記》，明朝政治人物。

## 生平
弘治八年（1495年）乙卯科應天府鄉試第二十六名舉人。弘治十八年（1505年）中式乙丑科三甲第一百四十九名進士。

## 家族
曾祖陳禮；祖父陳敬；父陳璋，母王氏。